# Deutsche militärärztliche Zeitschrift
Die Deutsche militärärztliche Zeitschrift war eine von 1872 bis 1920 erschienene Zeitschrift, die laut einem ihrer Untertitel die vierteljährlichen Mitteilungen aus dem Gebiet des Militär-, Sanitäts- und Versorgungswesens enthielt. Der auch den deutschen Kolonialismus zur Zeit des Deutschen Kaiserreichs umfassende Inhalt wurde in dem von 1907 bis in das Kriegsjahr 1917 gegebenen Zusatz „für die Sanitätsoffiziere der (preußischen) Armee, (preußischen) Marine und Schutztruppen“ deutlich.
Zuvor gab es 1891 einen Sonderabdruck für den Bericht über die Thätigkeit der Büchersammlung des Königlichen Medizinisch-Chirurgischen Friedrich-Wilhelms-Instituts.
Im Übergang zur Weimarer Republik fungierte das teils vierteljährlich, monatlich oder 14-täglich, aber durchgängig im Verlag Mittler & Sohn erschienene Periodikum laut seinem abweichenden Zusatz in den Jahren 1918 und 1919 als „Zentralblatt für das gesamte Heeres- und Marine-Sanitätswesen“ des vormals kaiserlichen Militärs. Im selben Zeitraum enthielt das Zentralblatt das Beiblatt zur deutschen militärärztlichen Zeitschrift. Dienstliche, persönliche und sonstige Mitteilungen.
Im Verlauf ihres Erscheinens wurde die Zeitschrift zeitweilig von zwei Ergänzungsbänden begleitet mit den Titeln Jahresbericht über die Leistungen und Fortschritte auf dem Gebiete des Militär-Sanitätswesens und W. Roth’s Jahresbericht über die Leistungen und Fortschritte auf dem Gebiete des Militär-Sanitätswesens.
Im Zuge der Bedingungen des Vertrags von Versailles erschien die Deutsche militärärztliche Zeitschrift letztmals 1920.
Die Bayerische Staatsbibliothek (BSB) hat einzelne Bände ab 1872 mit Volltextrecherche- und OCR-Texterkennungs-Möglichkeiten kostenfrei online zugänglich gemacht (siehe die Weblinks).